# シャレード (ヘンリー・マンシーニの曲)
『シャレード』（英語: Charade）は、1963年に全米チャート36位を獲得したヘンリー・マンシーニの作品。同名映画の主題歌で1963年のアカデミー主題歌賞にノミネートされた。

## 解説
ヘンリー・マンシーニとサミー・ケイの競作となり、両盤共に最高位36位を記録した。スタンリー・ドーネン監督、オードリー・ヘプバーン、ケーリー・グラント共演のサスペンス映画の主題歌でジャズ調のナンバーでもあり、『ムーン・リバー』『酒とバラの日々』についでオスカーの期待が高まったが『コール・ミー・イレスポンシブル』（映画『パパは王様』の主題歌）が受賞した。ジョニー・マーサーの英詩によるヴォーカル盤ではアンディ・ウィリアムスが録音したが、全米100位にとどまった。

## カバー
数多くのカバーが発売された。
- ジャック・ジョーンズ（1963年）
- ボビー・ダーリン（1964年）
- スタン・ゲッツ（1964年）
- スタン・ケントン（1964年）
- ダニー・ウィリアムス（1964年）
- ジャッキー・グリーソン（1964年）
- レイ・コニフ（1966年）